# Skagafjörður (fjord)
Pour les articles homonymes, voir Skagafjörður.
Le Skagafjörður, toponyme islandais signifiant littéralement en français « le fjord de la péninsule », est un fjord d'Islande situé dans le Nord du pays. Il est délimité à l'ouest par la Skagi, à l'est par la Tröllaskagi et s'ouvre au nord sur la mer du Groenland. Il comporte plusieurs îles : Málmey, Drangey et Lundey.
Ses rives constituent l'une des régions les plus prospères d'Islande en matière d'agriculture, avec une large exploitation laitière et l'élevage ovin en plus de l'élevage de chevaux pour lequel la région est célèbre (Skagafjörður est le seul comté en Islande où les chevaux sont plus nombreux que la population locale). Les gens qui vivent sur les rives du Skagafjörður ont une réputation de chant choral, équitation et de rencontres. 